# 欧德勒塞勒
欧德勒塞勒（法語：Audresselles，法語發音：[odʁəsɛl]）是法国上法蘭西大區加来海峡省的一个市镇，属于滨海布洛涅区。

## 地名
该地名“Audresselles”发音特殊，其发音为[odʁəsɛl]，不符合字母“e”在两相同辅音字母前发/ɛ/（如“verrière”，[vɛʁjɛʁ]）或/e/（如“message”，[mesaʒ]）的法语基本发音规则，根据实际发音其应译作“欧德勒塞勒”，《世界地名译名词典》将其纯按拼写误译作“欧德雷塞勒”。

## 地理
欧德勒塞勒（50°49'25"N, 1°35'37"E）面积5.72 平方千米，位于法国上法蘭西大區加来海峡省，该省份为法国北部沿海省份，西北濒北海，南至索姆省，东临北部省。
与欧德勒塞勒接壤的市镇（或旧市镇、城区）包括：欧丹冈、昂布勒特斯、巴赞冈。
欧德勒塞勒的时区为UTC+01:00、UTC+02:00（夏令时）。

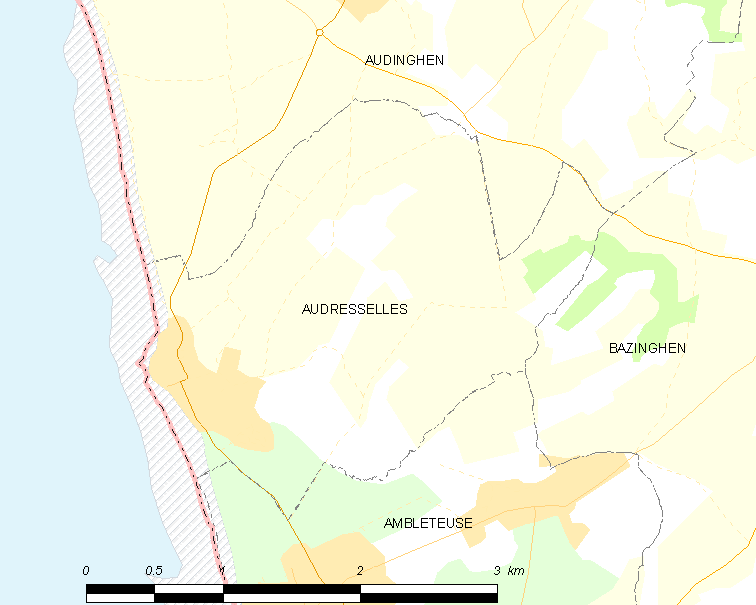
欧德勒塞勒的OSM定位图

## 行政
欧德勒塞勒的邮政编码为62164，INSEE市镇编码为62056。

## 政治
欧德勒塞勒所属的省级选区为代夫勒县。

## 人口

1962-2008年间欧德勒塞勒人口变化图示

欧德勒塞勒于2022年1月1日时的人口数量为616人。